# Trakt Poznański

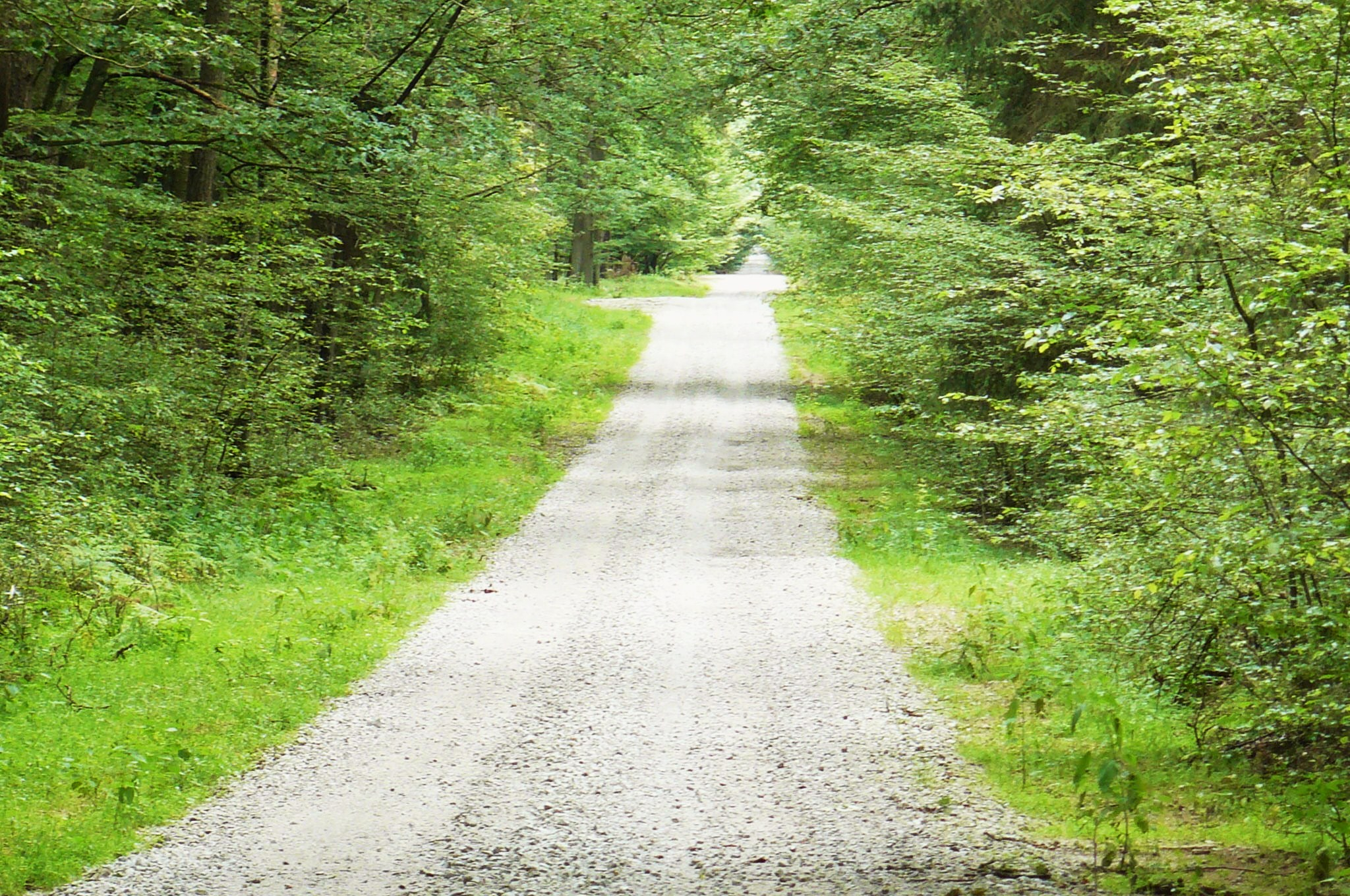
Trakt Poznański na północ od Dużej Gwiazdy

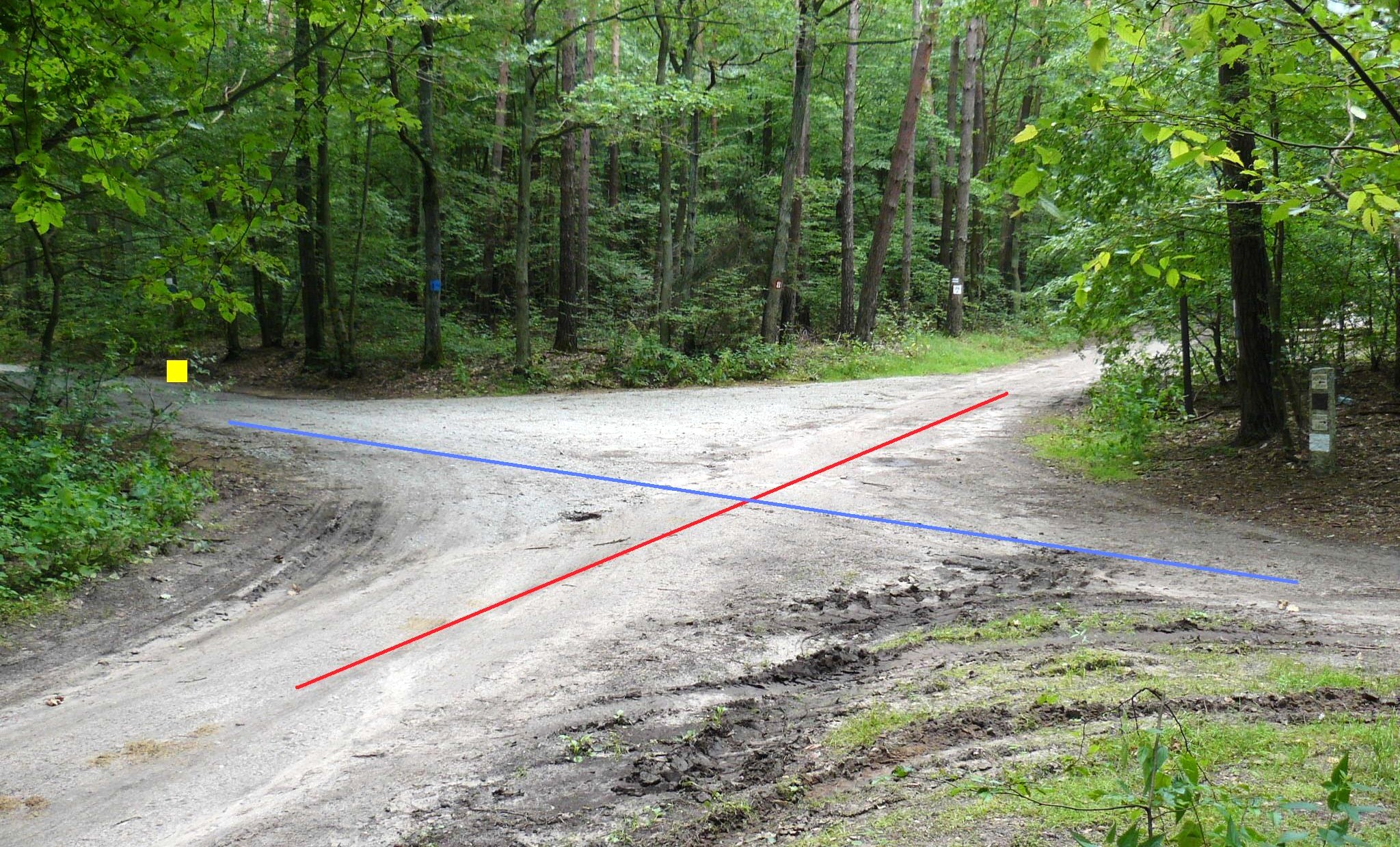
Skrzyżowanie Duża Gwiazda: na czerwono zaznaczono Trakt Bednarski, na niebiesko Trakt Poznański, a żółtym kwadratem dojście Linii Bucka

Trakt Poznański (także: Trakt Mariański) - dawny, historyczny szlak komunikacyjny, łączący Dąbrówkę Kościelną z Kicinem (i dalej Poznaniem), zlokalizowany na terenie Puszczy Zielonka (gminy Kiszkowo, Murowana Goślina i Czerwonak). Przebiega przez ważne skrzyżowanie dróg leśnych - Dużą Gwiazdę, gdzie krzyżuje się z Traktem Bednarskim i Linią Bucka.
Trakt jest popularnym ciągiem turystycznym (szlaki rowerowe i piesze, m.in. Pierścień Rowerowy Dookoła Poznania). Przecina go konny Wilczy szlak. Przy drodze, lub w jej pobliżu położone są następujące obiekty (od północy):
- rezerwat Klasztorne Modrzewie,
- rezerwat Las mieszany w Nadleśnictwie Łopuchówko,
- tajemniczy słup,
- rezerwat Jezioro Czarne,
- jezioro Modre,
- uroczysko Maruszka.

Przy drodze, w rejonie skrzyżowania z Traktem Bednarskim (Duża Gwiazda) ustawiony jest kamień pamiątkowy ku czci prof. Bogusława Fruzińskiego - współtwórcy Ośrodka Hodowli Zwierzyny Zielonka. Głaz posadowiono w ulubionym rewirze łowieckim profesora w dniu 3 listopada 2009, z inicjatywy współpracowników. Na kamieniu wyryty jest wizerunek głuszca z łacińską sentencją Facultas Silvae Culturae.